# Сезонний тропічний ліс

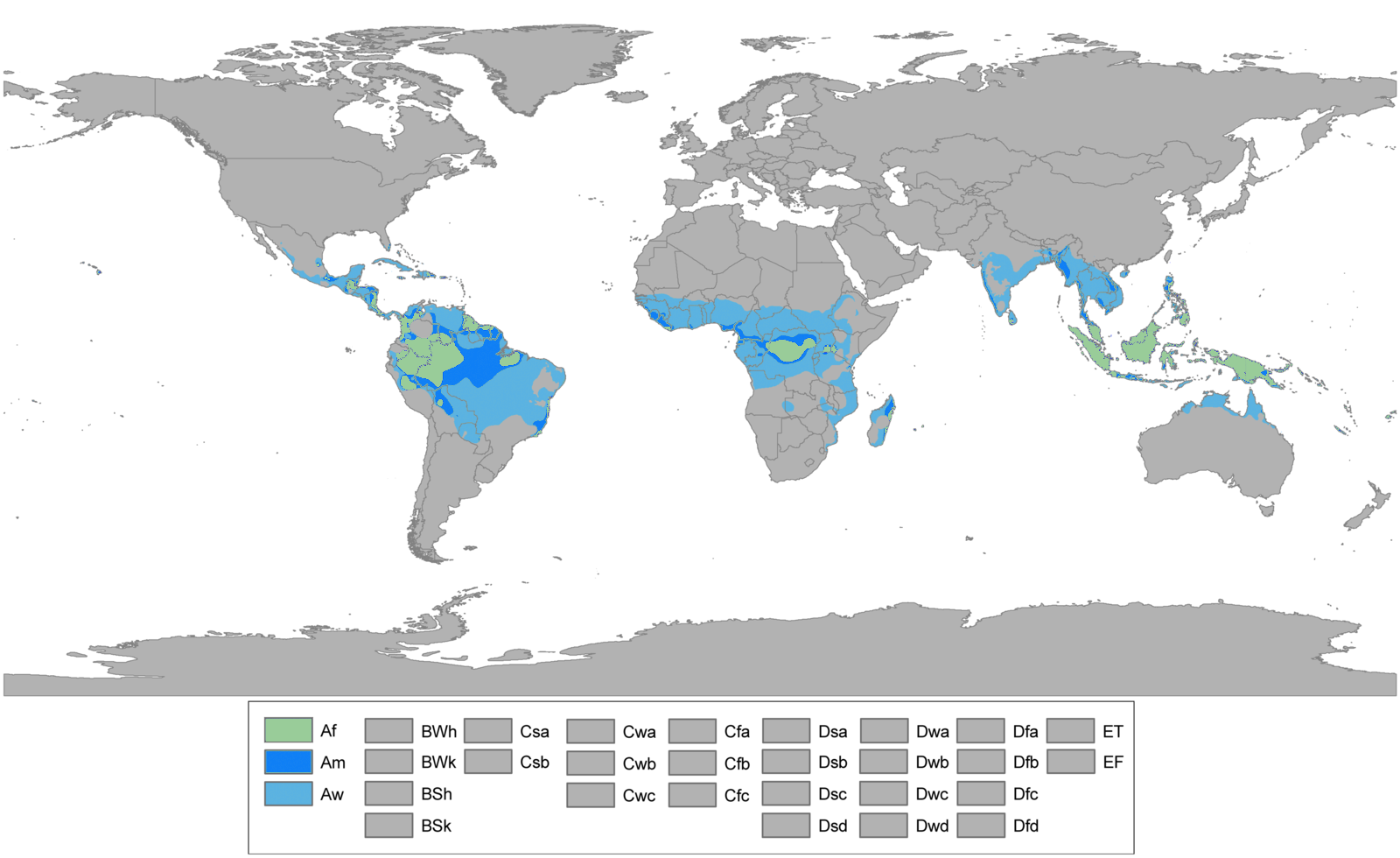
Тропічний сезонний підтип клімату: глибоко-синім — тропічний мусонний клімат, світло-синім — клімат тропічної савани (примітка: Af світло-зеленим позначено тропічний дощовий ліс)

Сезонний тропічний ліс як правило, містить низку видів дерев: лише деякі з них скидають частково або все листя протягом сухого сезону. Цей тропічний ліс класифікується за системою Уолтера як (i) тропічний клімат із великою загальною кількістю опадів (зазвичай у діапазоні 1000–2500 мм) і (ii) має дуже чіткий вологий сезон із (часто прохолоднішою «зимою») сухим сезоном. Ці ліси представляють низку середовищ існування, на які впливає мусонний (Am) або клімат тропічної вологої савани (Aw) (як у класифікації клімату Кеппена). Більш сухі ліси в кліматичній зоні Aw, як правило, листяні та розташовані в біомі сухих тропічних лісів: з подальшими перехідними зонами (екотонами) саванних лісів, а потім тропічних і субтропічних луків, саван і чагарників.

## Поширення
Сезонні (змішані) тропічні ліси можна знайти в багатьох частинах тропічної зони, наприклад:
- В Азійсько-Тихоокеанському регіоні: сезонні ліси переважають на великих територіях Східної Яви, Уоллеса, Індійського субконтиненту та Індокитаю.
- В Америці (атлантичні ліси Бразилії й центральна та східна Панама).
- В Африці (прибережна Західна Африка).

## Клімат
Клімат сезонних лісів зазвичай контролюється системою під назвою Міжтропічна зона конвергенції, яка розташована поблизу екватора і створюється конвергенцією пасатів із Північної та Південної півкуль. Положення цих смуг змінюється залежно від сезону, рухаючись на північ влітку на півночі та на південь взимку на півночі, і, зрештою, контролюючи вологий і сухий сезони в тропіках. Схоже, що ці регіони зазнали сильного потепління із середньою швидкістю 0,26 градуса Цельсія за десятиліття, що збігається з глобальним підвищенням температури в результаті антропоцентричного надходження парникових газів в атмосферу. Дослідження також виявили, що кількість опадів зменшилася, і в тропічній Азії спостерігається збільшення інтенсивності сухого сезону, тоді як в Амазонії не спостерігається суттєвих змін в опадах або сухому сезоні. Крім того, події коливання Південного Ель-Ніньо (ENSO) спричиняють міжрічну кліматичну мінливість температури та опадів і призводять до посухи та посилення сухого сезону. Зі збільшенням антропогенного потепління інтенсивність і частота ENSO зростатиме, роблячи регіони тропічних лісів сприйнятливими до стресу та підвищеної смертності дерев та інших рослин.

## Структура
Як і у тропічних дощових лісах, існують різні шари пологу, але вони можуть бути менш вираженими в змішаних лісах, які часто характеризуються численними ліанами через їхню перевагу росту в сухий сезон. Розмовний термін джунглі, що походить від санскритського слова «ліс», не має конкретного екологічного значення, але спочатку стосувався цього типу первинних і особливо вторинних лісів на Індійському субконтиненті. Також може бути проблематично визначити, які ділянки змішаного лісу є первинними, а які вторинними, оскільки на суміш видів впливають такі фактори, як глибина ґрунту та клімат, а також втручання людини.

## Галерея

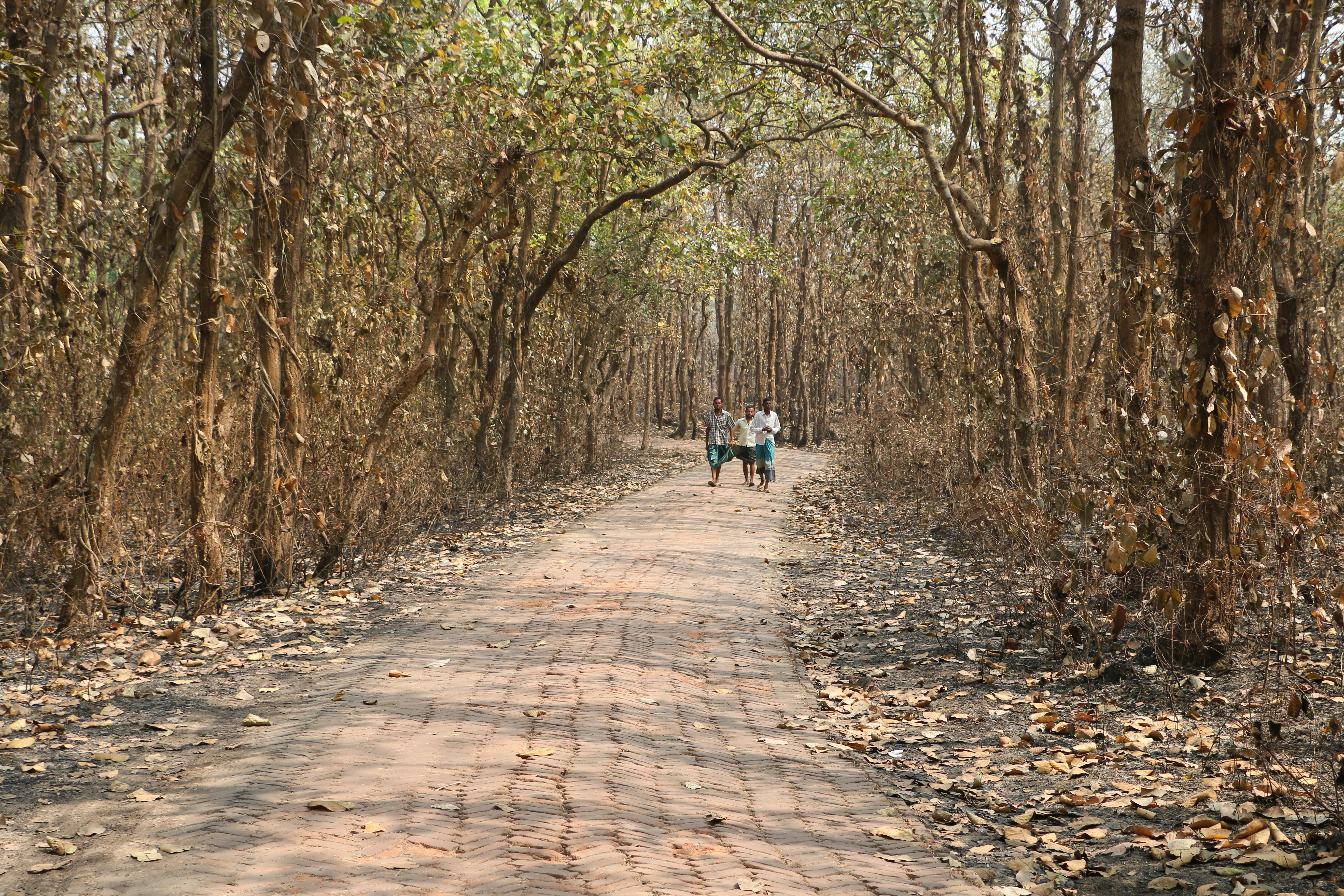
Територія в центральній частині Бангладеш під час сухого сезону
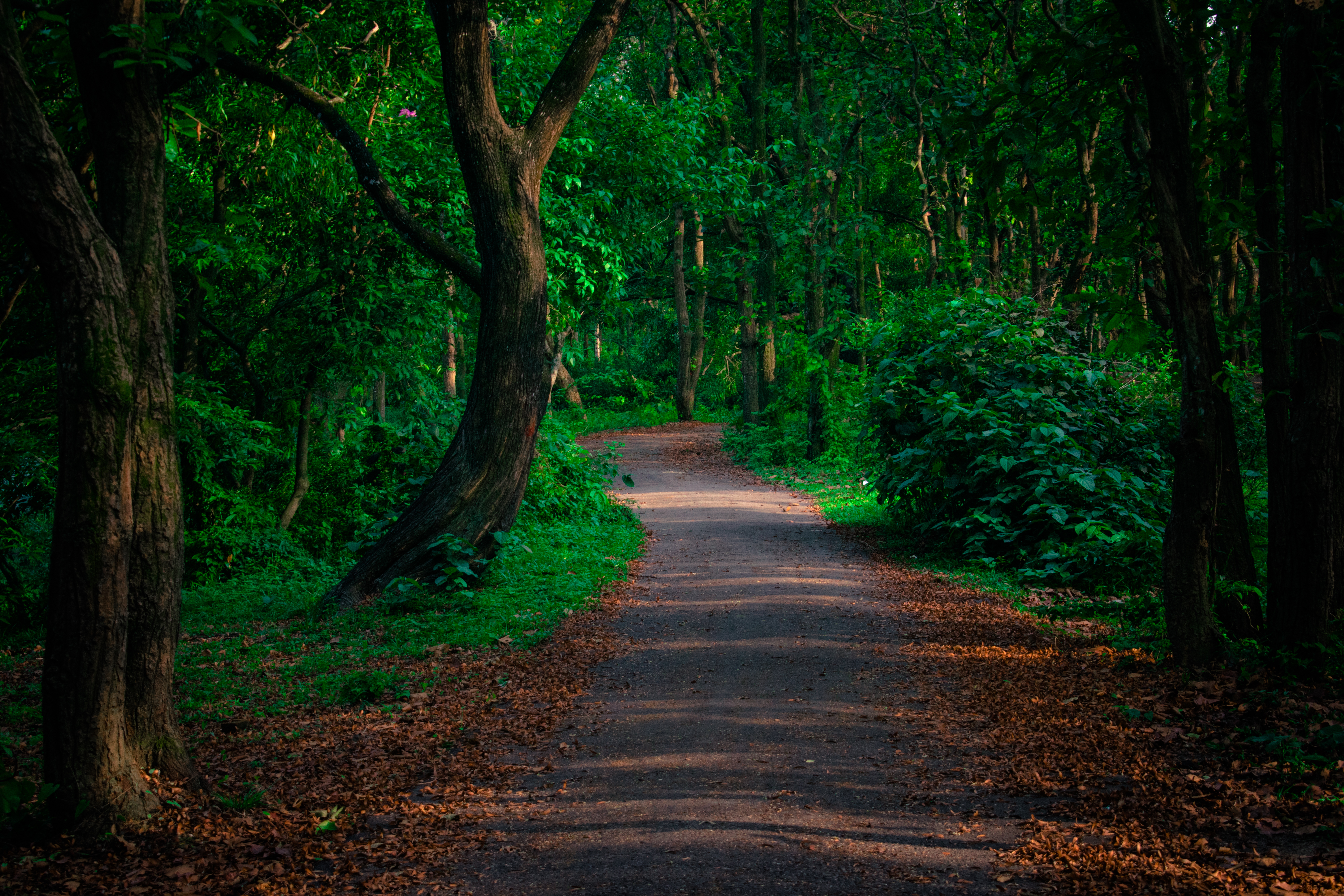
Та сама територія в центральній частині Бангладеш під час сезону мусонів
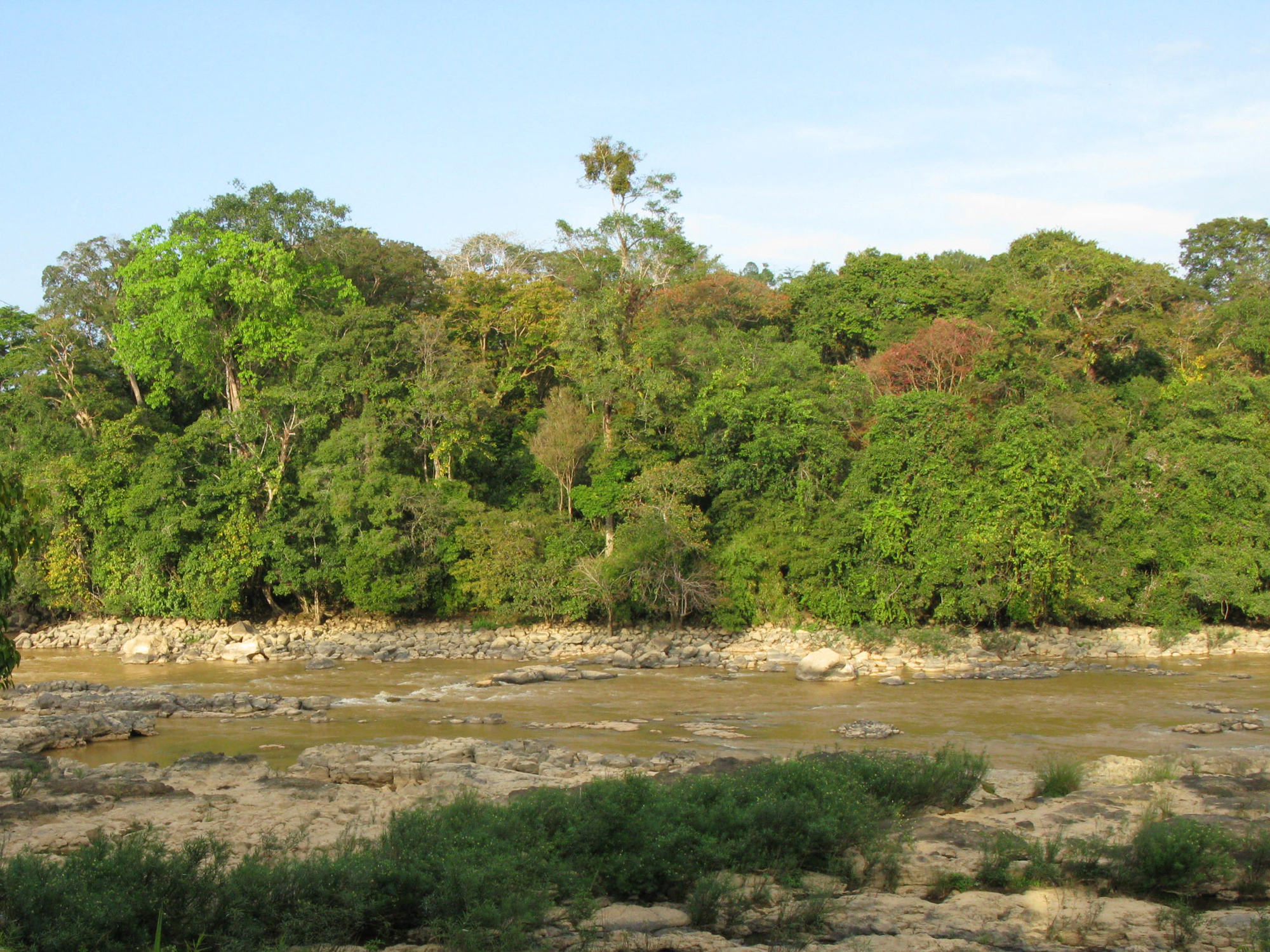
Дерева в національному парку Кет Тьєн: показ сезонної структури лісу на початку сухого сезону (грудень)
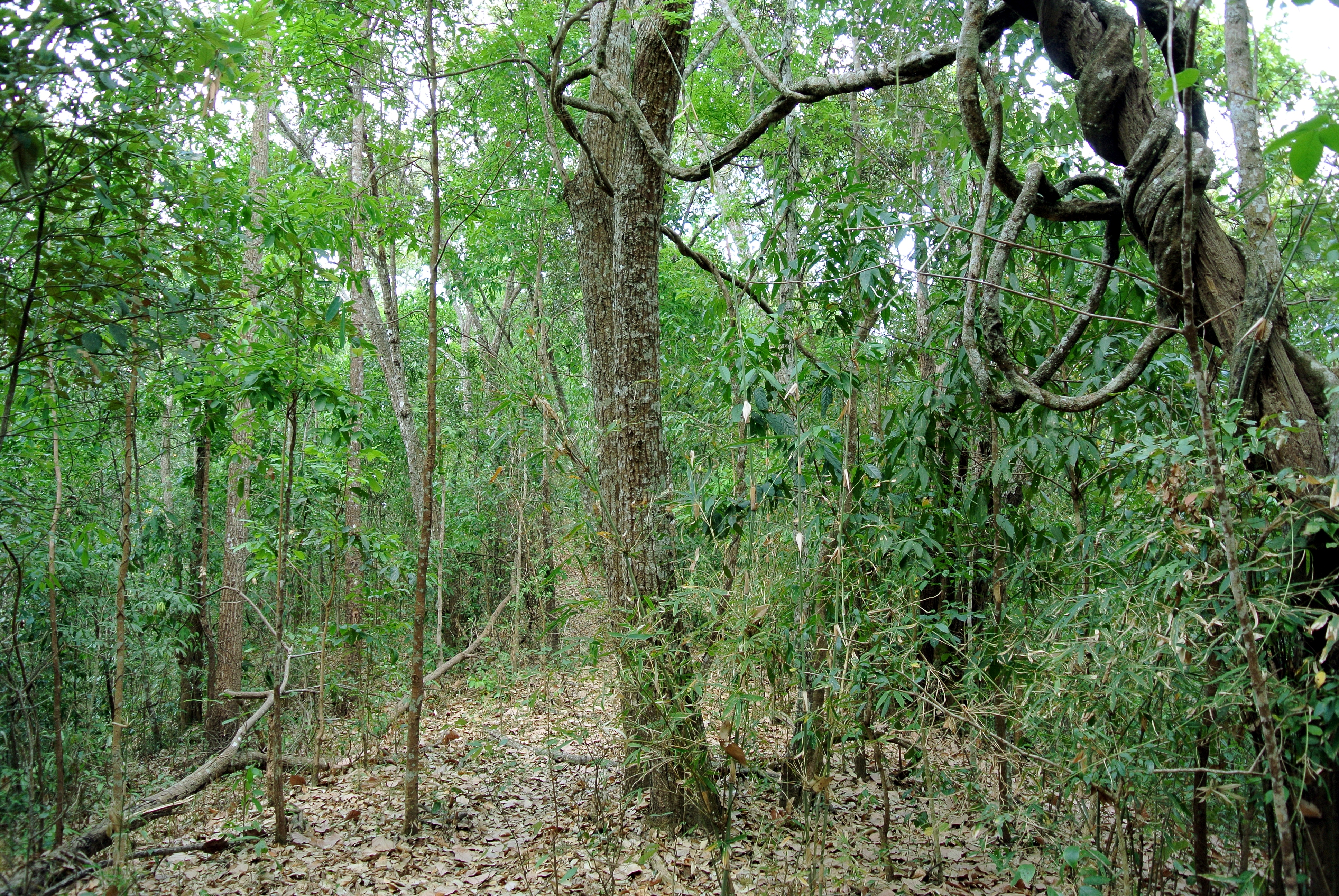
Сезонний ліс на півночі Таїланду
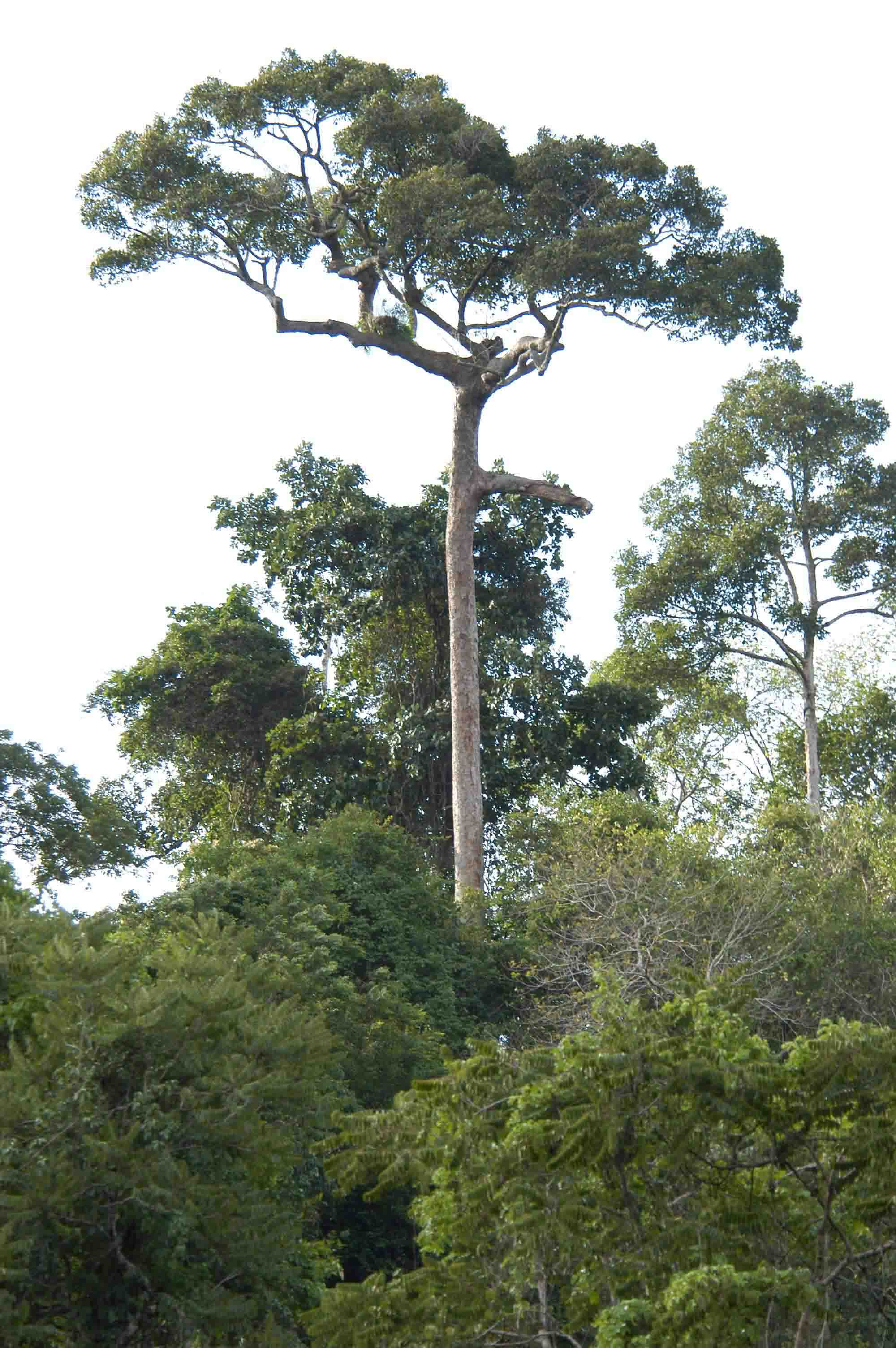
У лісі національного парку Као Яй